# Tepetlixpa
Tepetlixpa è un comune del Messico, situato nello stato di Messico.